# Electric Fields
Electric Fields — австралийский электронный музыкальный дуэт, состоящий из вокалиста Заакарая Филдинга и клавишника и продюсера Майкла Росса. Electric Fields сочетают современную музыку в стиле электрик-соул с культурой аборигенов и поют на языках питянтятьяра, янкунитятяра и английском. Представители Австралии на конкурсе «Евровидение-2024» с песней «One Milkali (One Blood)».

## История
В 2011 году Заакарая Филдинг прошёл прослушивание на третий сезон шоу «The X Factor Australia», исполнив песню Трейси Чепмен «Talkin Bout a Revolution». В 2013 году Майкл Росс пробовался на пятый сезон, исполнив «You Can't Hurry Love» Фила Коллинза. Дуэт выступает под названием Electric Fields с 2015 года. Их репертуар охватывает поп, соул и электронику, а исполнителей описывают как «Daft Punk встречает Нину Симон в глубоком лесу».
В июне 2016 года дуэт выпустил свой дебютный мини-альбом Inma, получивший свое название от культурной церемонии Aanganguwomen, известной как Inma. Музыка Electric Fields звучала на Spirit Festival 2016 и Adelaide Fashion Festival 2016, а также на Triple J. В 2016 году дуэт получил премию Emily Burrows Award, награду, присуждаемую за признание и дальнейшее профессиональное развитие оригинальных музыкальных исполнителей или групп Южной Австралии.
В 2017 году Electric Fields стали лучшим новым талантом года, а в 2018 году были номинированы на звание «Артист года» на национальной музыкальной премии коренного населения.
В декабре 2018 года певцы были объявлены одними из участников национального отбора Eurovision — Australia Decides в попытке представить Австралию на песенном конкурсе «Евровидение-2019». 9 февраля 2019 года Electric Fields выступили на отборе с песней «2000 and Whatever» и заняли второе место как в голосовании жюри, так и зрителей, а также второе в общем зачете, уступив Кейт Миллер-Хайдке. В том же году они объявляли баллы австралийского жюри в финале Евровидения и позже гастролировали с песней «2000 and Whatever» по Австралии. А в июле 2019 года Electric Fields получили две номинации на национальной музыкальной премии коренных народов.
3 апреля 2020 года вышел совместный альбом дуэта — Would I Lie совместно с норвежской группой KEiiNO, который представлял Норвегию на «Евровидении-2019».
Дуэт также сотрудничал с Джессикой Маубой, Мисси Хиггинс и Джоном Батлером, чтобы исполнить песню Пола Келли и Кева Кармоди «From Little Things Big Things Grow» о забастовке Гуринджи. Выступление было записано в консерватории Ботанического сада Аделаиды и транслировалось в финальном сезоне 6-серийного пандемического сериала ABC Television The Sound 23 августа 2020 года.
В августе 2020 года Electric Fields выступили с тремя акустическими сетами в Культурном центре Ukaria в Маунт-Баркер на Аделаидских холмах в сотрудничестве с музыкальной онлайн-платформой Sunny Side Uploads. В октябре дуэт исполнил «From Little Things Big Things Grow» на гранд-финале AFL 2020, а в декабре — выступили хедлайнерами одного из шоу серии поисков квир-талантов «Express Yourself — Queer Discovery», которую проводили APRA AMCOS и Sydney Gay and Lesbian Mardi Gras.
В феврале 2021 года Electric Fields исполнили «Don't You Worry» и «Gold Energy» на Сиднейском поле для крикета на Марди Гра. В ноябре 2021 года дуэт исполнил «From Little Things, Big Things Grow» на национальной музыкальной премии коренных народов. В том же месяце они подписали глобальное соглашение с Warner Music Australia и выпустили сингл «Gold Energy».
18 марта 2022 года вышла песня «Catastrophe».
В феврале 2023 года Electric Fields выпустили «We The People» в качестве официальной песни WorldPride. Они исполнили композицию перед толпой в 20 000 человек на концерте открытия фестиваля в Сиднейском Домейне 24 февраля 2023 года, сказав: «гордость — это не только принятие, но и ощущение дома в собственной индивидуальности».
В марте 2024 года Electric Fields выступили на концерте под названием «Floods of Fire» с симфоническим оркестром Аделаиды в Фестивальном центре города.
5 марта 2024 года дуэт был объявлен представителями Австралии на конкурсе песни Евровидение 2024 с песней «One Milkali (One Blood)», которая содержит слова на языке янкунитятяра. 7 мая Electric Fields выступили в первом полуфинале конкурса, но не смогли попасть в финал.